# Sefer Yetsirah
Le Sefer Yetsirah (hébreu : ספר יצירה « Livre de la Création » ou « de la Formation » ou « de l’Émanation ») est un livre de cosmogonie juive rédigé entre le IIIe et le  VIe siècle, apparemment en terre d'Israël. Souvent attribué au patriarche Abraham, il relate la formation du monde au moyen des lettres de l’alphabet hébraïque et de leurs combinaisons. Unique par sa langue et son caractère, il a donné lieu à une littérature entière de commentaires, rationalistes ou mystiques, et est actuellement considéré comme relevant davantage de la Kabbale. Le Sefer Yetsirah est à l'origine de la doctrine des Sephiroth.

## Versions
On en connaît quatre versions, dont la plus achevée est celle du Gaon de Vilna (1 800 mots en 6 chapitres), dite version GR"A (Gaon Rabbénou Eliyahu). Une version en arabe de Saadia Gaon en 8 chapitres est aussi connue. À ces deux versions s'ajoutent une version longue de 2 500 mots et une version courte de 1 300 mots. Le meilleur manuscrit, datant du tournant du Xe au XIe siècle, serait conservé au Vatican. On peut penser que c'est l'un des manuscrits originaux dans la mesure où le Séfer Yetsirah ne fut transcrit qu'au Xe siècle. Le texte a fait l'objet de commentaires, entre autres, par Saadia Gaon au Xe siècle, Rabad au XIIIe siècle et le Gaon de Vilna au XVIIIe siècle.

## Origine historique

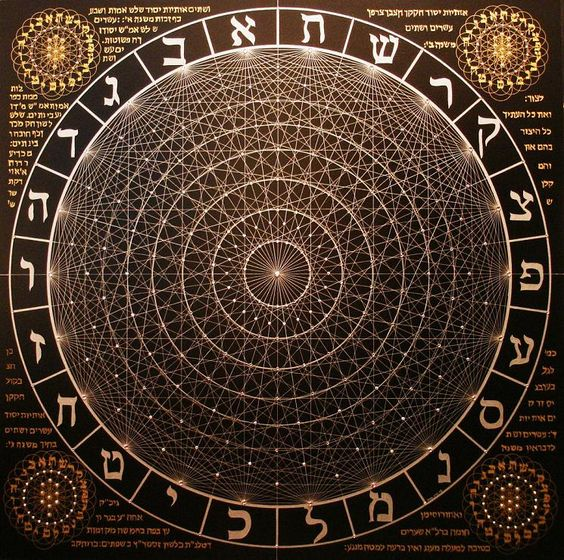
Roue yetsiratique selon le "Sefer Yetzirah", le plus ancien livre existant sur le mysticisme juif.

L'ouvrage (un traité de quelques pages) se présente comme un condensé des découvertes relatives à la création du monde, écrit par Abraham selon la tradition rabbinique, ou par Akiba, selon d’autres sources issues de la même tradition. C'est l'ouvrage le plus ancien, classé traditionnellement dans le corpus de la Kabbale médiévale, commenté au Xe siècle par Saadia Gaon et par Dunash ben Tamim. Mais ni la date, ni la provenance historique, ni l’auteur de l’ouvrage ne sont connus avec certitude.

## Contenu
Il consiste en un exposé de la formation primordiale du monde à partir des lettres hébraïques, de leur valeur numérique et de leurs multiples combinaisons. Les lettres définies comme, principales, doubles et simples sont associées aux chiffres, leurs assemblages composent des mots ou des sommes numériques tendant à signifier du sens, une valeur.  
Par sa forme poétique et visionnaire, le Sefer Yetsirah se rattache à la Littérature des Palais de l'époque talmudique, mais il s’en distingue par sa nature essentiellement cosmologique et spéculative. Il délivre, d’une manière concise et suggestive, les concepts majeurs sur lesquels repose la Kabbale médiévale – notamment, les dix sefirot : les « dix nombres abîme » (esser sefirot belimah) assimilables aux dix extensions ou « mesures infinies » d'un principe central, unique et inconnu ; les dix dimensions de l’univers dans lequel Dieu s’est étendu : le haut, le bas, le sud, le nord, l’est, l’ouest, le début, la fin, le bien, le mal.
Charles Mopsik remarque que, pour l'auteur de l'ouvrage, les sefirot correspondent, « aux dix doigts des mains ou des pieds », au centre desquels se situe le corps de l’homme, de sorte que se crée, selon Mopsik, comme « un croisement entre une « physique » du divin et une « métaphysique » de l’humain.»

## Traductions et commentaires
Le Sefer Yetsirah fut largement traduit et commenté :
- la version longue commentée, ainsi que toutes les autres versions, fut traduite en hébreu, par Moshé Yair Weinstock, éd. "Yotser Or" (Jérusalem, 1965) ;
- présentation et commentaires en anglais de la version GRA, texte en hébreu, par Aryeh Kaplan aux éditions Samuel Weiser Inc en 1990. En annexe les autres versions en anglais ;
- traduction en anglais du rabbin Aryeh Kaplan[5] :  Version en ligne ;
- traduction française par Papus en 1888 ;
- traduction française du rabbin  Mayer Lambert, d'après l'arabe et l'hébreu, de la version de Saadia Gaon (892-942) et de ses commentaires, Paris, 1891. Éminent spécialiste des études sémitiques et juives, et plus particulièrement de la philologie hébraïque, auteur d'une grammaire et d'un dictionnaire de l'hébreu, Mayer Lambert était titulaire de la chaire d'hébreu à l'École des hautes études[6]. Les éditions Bibliophane ont réimprimé sa traduction en 1986, rééditée aux éditions Verdier en 2001, dans la collection dirigée par Charles Mopsik, avec une préface et des notices de René Lévy[7]  (ISBN 2-86432-345-1) : Version en ligne ;
- traduction française par Bernard Dubourg Le Sepher Yetsirah avec un commentaire intitulé Ce que je sais du Sepher Yetsirah[8]. Bernard Dubourg y explique notamment la « méthode hiéroglyphique » d'interprétation des lettres et des mots, et son intérêt pour la compréhension depuis l'intérieur du Sepher Yetsirah ;
- traduction française de la version longue par Georges Lahy, 1995, et 2006 pour la version italienne ;
- traduction française d'Albert Soued : Version en ligne.
- Traduction française par Charles Mopsik (1956-2003) dans le livre posthume Chemins de la cabale (Éditions de l'éclat 2004).
- Commentaire (en judéo-arabe) de R. Juda Ibn Malka (Judah ben Nissim (en)), La Consolation de l'expatrié spirituel (Uns al-gharîb), traduit et présenté par Paul Fenton, précédé d'un essai de Georges Vajda sur les Commentaires du Sefer Yetsirah, Éditions de l'éclat, 2008.

En allemand :
- Lazarus Goldschmidt.  Das Buch der Schöpfung : (Sepher Jeṣirah) ; nach dem sämmtlichen Recensionen möglichst kritisch redigirter und vocalisirter Text, nebst Uebersetzung, Varianten, Anmerkungen, Erklärungen und einer ausführlichen Einleitung

- Erich Bischoff.  Die Elemente der Kabbalah / Theoretische Kabbalah : das Buch Jezirah, Sohar-Auszüge, spätere Kabbalah

### Articles liés
- Zohar
- Kabbale